# Southgate metróállomás
A Southgate a londoni metró egyik állomása a 4-es zónában, a Piccadilly line érinti.

## Története
Az állomást 1933. március 13-án adták át a Piccadilly line részeként.
A Transport for London 2018. július 16-án ideiglenesen átnevezte a metróállomást Gareth Southgatere tisztelegve Gareth Southgate angol szövetségi kapitány előtt, hogy a 2018-as labdarúgó-világbajnokságon a negyedik helyig juttatta el a válogatottat, ezzel felülmúlta a várakozásokat.

## Forgalom
| Járat | Útvonal | Gyakoriság     |
| ----- | --- | -------------- |
|       | Cockfosters – Oakwood – Southgate – Arnos Grove – Bounds Green – Wood Green – Turnpike Lane – Manor House – Finsbury Park – Arsenal – Holloway Road – Caledonian Road – King’s Cross St. Pancras – Russell Square – Holborn – Covent Garden – Leicester Square – Piccadilly Circus – Green Park – Hyde Park Corner – Knightsbridge – South Kensington – Gloucester Road – Earl’s Court – Barons Court – Hammersmith – Turnham Green – Acton Town (– tovább Uxbridge, Heathrow felé) | 2-3 percenként |

## Átszállási kapcsolatok
| Állomás   | Átszállási kapcsolatok           |
| --------- | -------------------------------- |
| Southgate | Helyi buszok (Southgate Station) |

## Fordítás
- Ez a szócikk részben vagy egészben  a   Southgate tube station című angol Wikipédia-szócikk fordításán alapul.  Az eredeti cikk szerkesztőit annak laptörténete sorolja fel. Ez a jelzés csupán a megfogalmazás eredetét és a szerzői jogokat jelzi, nem szolgál a cikkben szereplő információk forrásmegjelöléseként.